# Air Arabia Egypt
Air Arabia Egypt (arabisch العربية للطيران مصر) ist eine ägyptische Billigfluggesellschaft mit Sitz in Alexandria und Basis auf dem Flughafen Burg al-ʿArab. Sie ist eine Tochtergesellschaft der Air Arabia.

## Geschichte
Air Arabia Egypt wurde am 9. September 2009 als Joint-Venture von Air Arabia und ägyptischen Investoren gegründet; Air Arabias Anteil liegt bei 40 %.

## Flugziele
Air Arabia Egypt fliegt von Alexandria aus Ziele in Afrika, Asien und den Nahen Osten an.

## Flotte
Mit Stand Juli 2024 besteht die Flotte der Air Arabia Egypt aus vier Flugzeugen mit einem Durchschnittsalter von 11,0 Jahren:
| Flugzeugtyp     | Anzahl | bestellt | Anmerkungen                     | Sitzplätze |
| --------------- | ------ | -------- | ------------------------------- | ---------- |
| Airbus A320-200 | 4      |          | zwei mit Sharklets ausgestattet | 174        |
| Gesamt          | 4      | -        |                                 |            |